# Ligota Alodialna
Ligota Alodialna (też Ligotka Alodialna, cz. Zpupná Lhota, niem. Allodial Ellgoth) – osada i gmina katastralna w południowo-wschodniej części gminy Kocobędz, w powiecie Karwina, w kraju morawsko-śląskim, w Czechach, na lewym brzegu rzeki Olzy. Powierzchnia 248,5446 ha.

## Historia
Miejscowość po raz pierwszy wzmiankowana w 1416. Politycznie wieś znajdowała się wówczas w granicach Księstwa Cieszyńskiego, będącego lennem Królestwa Czech, a od 1526 roku w wyniku objęcia tronu czeskiego przez Habsburgów wraz z regionem aż do 1918 roku w monarchii Habsburgów (potocznie Austrii). Wraz z Mostami, Mistrzowicami i Żukowem stanowiła wydzielone tereny łowieckie książąt cieszyńskich, z utrzymywanymi populacjami m.in. jeleni i łosi (ostatni łoś zmarł w 1743). Na początku ery nowożytnej wchodziła w skład majątku miasta Cieszyn. W 1871 przeprowadzono tędy Kolej Koszycko-Bogumińską.
Według austriackiego spisu ludności z 1900 w 40 budynkach w Ligocie Alodialnej, będących już wówczas częścią gminy Kocobędz, mieszkało 330 osób, z tego 173 (52,4%) mieszkańców było katolikami a 157 (47,6%) ewangelikami, 322 (97,6%) było polsko- 7 (2,1%) czesko- a 1 (0,3%) niemieckojęzycznymi. Według spisu z 1910 roku Ligota Alodialna miała już 409 mieszkańców zamieszkałych w 48 budynkach na obszarze 225 hektarów, z czego 371 (94,2%) było polsko-, 13 (3,3%) czesko- a 10 (2,5%) niemieckojęzycznymi, 225 (55%) było katolikami, 179 (43,8%) ewangelikami a 5 (1,2%) żydami.
Po podziale Śląska Cieszyńskiego w 1920 miejscowość znalazła się w granicach Czechosłowacji i powiatu Czeski Cieszyn.
W latach 1975–1998 wraz z gminą Kocobędz została przyłączona do miasta Czeski Cieszyn.
W 1991 roku otwarto tutaj drogowy most nad rzeką Olzą wraz z nowoczesnym przejściem granicznym pomiędzy Polską a Czechosłowacją (od 1993 z Czechami). Przejście otrzymało nazwę "Cieszyn-Boguszowice - Chotěbuz". "Cieszyn-Boguszowice - Chotěbuz" było do 21 grudnia 2007 największym (zarówno pod względem infrastruktury, jak i liczby odprawianych pojazdów) drogowym przejściem granicznym pomiędzy Polską a Czechami.

## Religia
- Ewangelicki Kościół Czeskobraterski – stacja kaznodziejska z kaplicą należąca do zboru w Czeskim Cieszynie[8].
- Kościół rzymskokatolicki – kaplica Najświętszej Marii Panny Wspomożenia Wiernych podległa parafii Boskiego Serca Pana w Czeskim Cieszynie[9].